# Francisco López Sanz
Francisco López Sanz (Pamplona, 29 de marzo de 1896-Ib., 13 de diciembre de 1977) fue un periodista, escritor y político carlista español, director de El Pensamiento Navarro entre 1933 y 1966.

## Biografía
De origen humilde, era hijo de un obrero moldeador del barrio de la Rochapea originario de Santesteban. Comenzó a trabajar desde muy joven en la fábrica de calzados López de Pamplona.
Su familia era de ideas carlistas: su padre, abuelo y bisabuelo habían luchado por esta causa. Con solo 12 años, el padre de Francisco López Sanz llegó a escaparse durante la tercera guerra carlista a Estella, corte de Don Carlos, hasta que su hermano fue a buscarlo, lo mandó a casa y se quedó él formando parte de la escolta real del pretendiente.
López Sanz presidió la Juventud Carlista y colaboró en diversos periódicos tradicionalistas. Durante la enconada confrontación entre carlistas y separatistas napartarras, López Sanz destacó por sus violentos ataques a estos últimos, afirmando en 1914 en el semanario barcelonés La Trinchera que era preciso combatir a esos puercos que trataban de pitorrearse de ellos, y hacer saber a esos gorrinos que, así como estaban dispuestos a derramar sus sangre por la causa tres veces santa, lo estarían para evitar el ultraje a su bandera, añadiendo:

Estos puercos que siempre están diciendo que ya es hora de que Navarra despierte de su letargo tienen razón. Sí, es hora de que despierte, pero para barrer a estos canallas que disfrazados de navarros quieren echar su baba asquerosa sobre nuestros jóvenes y nosotros sabremos y podremos aplastar la culebra como la Virgen holló la cabeza de la serpiente infernal, como San Miguel aplastó al dragón de las leyendas de Aralar.

En 1917 ingresó en la redacción de El Pensamiento Navarro, periódico del que sería nombrado director en 1933, en sustitución de Francisco Marquínez. Empleó los pseudónimos de Sab y Lopezarra. 
En el ámbito electoral, López Sanz fue elegido concejal jaimista en el ayuntamiento de Pamplona en las elecciones municipales de 1922, y en las de 1930. Participó activamente en la conspiración de 1936 contra la Segunda República. Después de la guerra civil, dirigió también la Hoja del Lunes y escribió diversas obras sobre la guerra y el carlismo.
Durante el franquismo fue nuevamente concejal del ayuntamiento de Pamplona en 1940, y más tarde consejero nacional y procurador en Cortes. Se le condecoró con la encomienda de la Orden de Isabel la Católica, la Orden de Cisneros y la del Mérito Civil.

## Obras
- Carlos III el Noble y el Príncipe de Viana (1926)
- Las dos Princesas de Viana. Su parecido y desemejanza. (1926)
- Bajo el sol africano. Recuerdos de Marruecos (1926)
- Navarra en el Movimiento Nacional (Testimonios ajenos) (1935)
- Relente de los editoriales de El Pensamiento Navarro (1942)
- Navarra en la Cruzada (1948)
- De la historia carlista: abnegación, renunciamiento, heroísmo, sacrificio (1951)
- Las raíces históricas del Movimiento Nacional... (1960)
- ¿Un millón de muertos? ¡Pero con héroes y mártires! (1963)
- ¡Llevaban su sangre! (1966)
- Carlos VII: el rey de los caballeros y el caballero de los reyes (1969)